# Jem'Hadarové (Star Trek: Stanice Deep Space Nine)
Jem'Hadarové (v anglickém originále The Jem'Hadar; v původním českém překladu Jem'Hadar) je v pořadí dvacátá šestá epizoda druhé sezóny seriálu Star Trek: Stanice Deep Space Nine.

## Příběh
Komandér Benjamin Sisko naplánuje táboření s Jakem v Gamma kvadrantu, ale bohužel s nimi cestují pod záminkou vědeckého projektu také Nog a Quark, který chce působit na velitele ohledně monitorů na stanici s nabídkou jeho služeb. Táboření probíhá bez problémů, jen Quark neustálými stížnostmi a připomínkami otravuje komandéra Siska. Ve chvíli, kdy se Jake a Nog vzdálí od ohně, se objeví náhle žena neznámého druhu, která před někým utíká. Vzápětí jsou všichni tři zajati rasou Jem'Hadarů. Žena se jmenuje Eris a její druh má telekinetické schopnosti, které by dokázaly zrušit vězeňské silové pole, do kterého byli umístěni. Což nelze provést kvůli obojku na jejím krku, který ruší její schopnosti. Quarkovi se podaří obojek odemknout, Eris využije svých schopností, vypne pole a všichni tři po krátké potyčce se dvěma Jem'Hadary utíkají do lesa.
Mezitím se na stanici Deep Space Nine transportuje Jem'Hadar Talak'talan, zakáže cestování do Gamma kvadrantu a také oznamí zajetí Siska a Quarka. Jejich záchranou je pověřen kapitán Keogh z USS Odyssey spolu s runabouty Orinocem a Mekongem. Poté, co Jake a Nog spatří Jem'Hadary, transportují se na runabout Rio Grande a snaží se s ním odletět pro posily právě ve chvíli, kdy přilétá Odyssey. Komandér, Quark a Eris se transportují na Rio Grande. Tři jem'hadarské lodě útočí na Odyssey a protože štíty lodě nejsou schopny zachytit polaronové výboje nepřátelských zbraní, těžce jí poškozují gondoly warp pohonu. Jedna z lodí poté narazí v sebevražedném útoku do sekundárního trupu Odyssey, načež ta celá exploduje. Akce je výstrahou pro flotilu, kam až jsou Jem'Hadarové při obraně Dominionu schopni zajít.
Zpátky na stanici Quark zjišťuje, že Erisin obojek není žádné speciální zařízení, ale jen obyčejný zámek. Sisko odhaluje Eris jako tajnou agentku, jejímž úkolem bylo získávání informací o chování lidí a dalších užitečných údajů. Při pokusu ji zatknout je varuje, že Flotila nemá tušení o síle Dominionu, a transportuje se na loď, o níž nikdo na stanici nevěděl.

## Zajímavosti
- Poprvé se na obrazovce ukážou dvě významné rasy Dominionu: Jem'Hadarové a Vortové.
- Touto epizodou začíná „studená válka“ Federace a Dominionu, která v pozdějších sezónách seriálu vyústí v mohutný otevřený válečný konflikt.